# Fenit, Irland
För bergarten fenit, se Fenit
Fenit (iriska: An Fhianait) är en ort i republiken Irland.   Den ligger i grevskapet Ciarraí och provinsen Munster, i den sydvästra delen av landet, 270 km väster om huvudstaden Dublin. Fenit ligger 3 meter över havet och antalet invånare är 527.
Terrängen runt Fenit är platt åt nordost, men söderut är den kuperad. Havet är nära Fenit åt nordväst.Runt Fenit är det glesbefolkat, med 17 invånare per kvadratkilometer. Närmaste större samhälle är Tralee, 11,3 km öster om Fenit. 